# Толчёнов, Юрий Михайлович
Юрий Михайлович Толчёнов (10.04.1929, Москва — 09.09.1996, там же) — инженер, учёный, специалист в области электровакуумного приборостроения.

## Биография
Окончил МГУ (1953).
В 1954—1992 гг. работал в НИИ вакуумной техники в должностях от инженера до начальника лаборатории.
В 1992—1996 гг. ведущий научный сотрудник ВНИИА.

## Награды и звания
- Кандидат технических наук.
- Государственная премия СССР (1971) — за разработку и внедрение новых методов контроля технологических процессов, обеспечивающих регистрацию ядерных частиц для регулирования технологических процессов при производстве ядерного топлива.
- Орден Трудового Красного Знамени (1963).